# Źródła magii
Źródła magii (tyt. oryg. The Source of Magic) – drugi tom cyklu Xanth amerykańskiego pisarza Piersa Anthony’ego. Po raz pierwszy ukazał się w 1979 roku, w Polsce przetłumaczony przez Nelę Szurek i wydany przez Dom Wydawniczy „Rebis” w 1992 roku.
Drugie wydanie, pt. Źródło magii, w tłumaczeniu Pawła Kruka, ukazało się w 2012 r. w wydawnictwie Nasza Księgarnia.